# Angiolo Mazzoni
Angiolo Mazzoni del Grande, talvolta indicato con la grafia del nome Angelo (Bologna, 21 maggio 1894 – Roma, 28 settembre 1979), è stato un ingegnere e architetto italiano.
Fu uno dei maggiori progettisti di edifici pubblici, stazioni ed edifici ferroviari e postali della prima metà del XX secolo.
Estremamente eclettico nell'espressione progettuale, Mazzoni operò durante buona parte della sua attività professionale come ingegnere capo per le Ferrovie dello Stato, realizzando significativi interventi in tale ambito nelle maggiori città italiane: Firenze, Messina, Milano, Roma nonché numerosi edifici pubblici, tra i quali spiccano gli edifici postali di Grosseto, Sabaudia, La Spezia Latina, Ostia, Palermo e Trento.
Il notevole grado di sperimentazione che caratterizza l'opera complessiva di Mazzoni rende difficile ridurre ad un unico comune denominatore il suo linguaggio. Lo testimonia la varietà stilistica cui sono improntate alcune delle sue opera più significative, come la Colonia Rosa Maltoni Mussolini di Pisa presso Calambrone (1925-1926), futurista, l'edificio postale di Pola (1930), razionalista, o la Centrale termica della Stazione ferroviaria di Firenze, costruttivista.
L'ostinata, pubblica adesione al fascismo da parte di Mazzoni (non rinnegata neanche dopo la seconda guerra mondiale, a costo di esiliarsi volontariamente in Colombia dal dopoguerra sino al 1963) è costata gravi sacrifici all'architetto ed ha reso problematico per lunghi decenni, nell'ambito della critica architettonica italiana, il pieno riconoscimento tecnico ed artistico dovuto ad un autore di primissima importanza non solo per l'eccezionale abbondanza della sua produzione, ma anche per la sua straordinaria qualità, testimoniata ad abundantiam dall'efficienza con la quale numerosi edifici pubblici realizzati da Angiolo Mazzoni restano ancor oggi in funzione soddisfacendo gran parte delle esigenze per le quali erano stati originariamente concepiti.
Il tardivo e parziale riconoscimento della critica e una generale sottovalutazione (se non un disprezzo) per tutto quanto fosse collegabile al regime fascista (sentimenti assai diffusi nel secondo dopoguerra, in ragione del regime dittatoriale e del disastro nazionale causato dalla seconda guerra mondiale) ha condotto all'oblio e sovente alla distruzione precoce o a forti alterazioni di numerosi edifici realizzati da Mazzoni (e da altri architetti considerati "di regime") che meritavano, almeno in buona parte, un destino analogo a quelli ancor oggi intatti ed in funzione.

## Biografia

### La gioventù e la formazione
Nato a Bologna da genitori senesi il 21 maggio 1894, Mazzoni si trasferì a Roma con la famiglia nel 1905. Dimostrò un precoce interesse tecnico e artistico e già nel 1910 quando, mentre frequentava l'Istituto Tecnico "Leonardo da Vinci", disegnò delle scenografie.
Iscrittosi nel 1914 alla Scuola di applicazione per ingegneri di Roma, nel 1915 restò ammirato dalle pubblicazioni che illustravano l'Imperial Hotel di Frank Lloyd Wright.
Nel 1917, scrivendo su "l'Avvenire d'Italia", si oppose alla demolizione di torri ed edifici medioevali a Bologna.
Ottenne la laurea in Ingegneria civile nel 1919 e conseguì il diploma in Architettura presso l'Accademia di Belle Arti a Bologna, assieme all'abilitazione all'insegnamento del disegno architettonico.

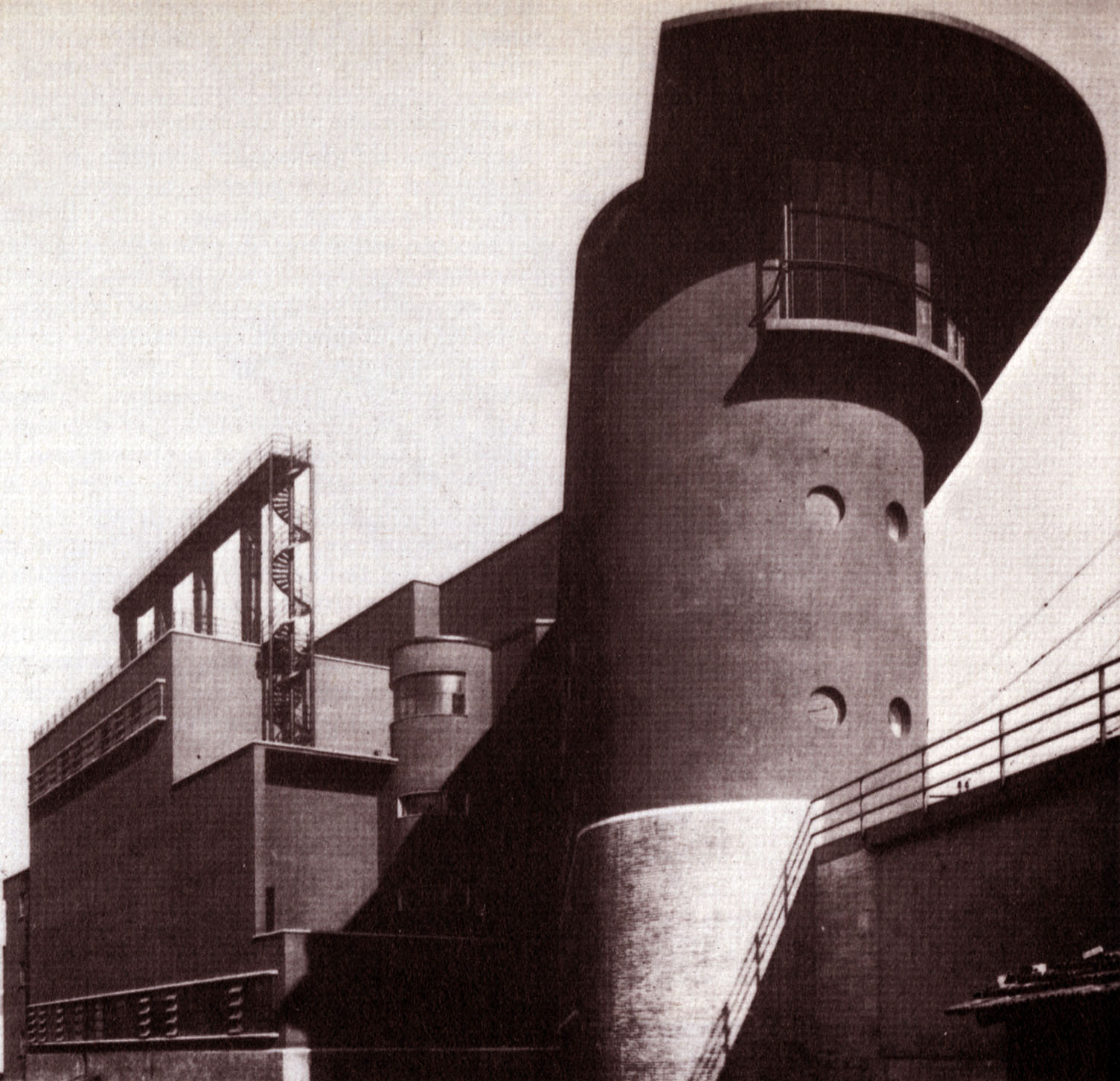
La centrale termica e cabina apparati stazione di Firenze 1932

Durante la sua formazione romana risentì dell'insegnamento di Vincenzo Fasolo e di Gustavo Giovannoni, che ne indirizzò sin dagli anni giovanili l'attenzione verso le architetture di Josef Hoffmann e Joseph Maria Olbrich. Non sarà tuttavia lo spirito della Secessione viennese, incarnato dal Padiglione austriaco all'Esposizione universale di Roma del 1911 progettato da Hoffmann (che il giovane Angiolo osservò ammirato), a pervadere il linguaggio dell'opera mazzoniana, quanto piuttosto i più tardi esiti della ricerca dell'architetto austriaco nella "Vienna rossa" a guida socialista (1919-1933), l'Hof, l'abitazione operaia organizzata in un "superblocco" che comprende e coordina al suo interno una vasta gamma di funzioni e servizi secondo un disegno unitario e razionale e che si pone in rapporto con il tessuto urbano esistente accettandone i vincoli.
Non mancarono nella formazione di Mazzoni anche influenze monumentaliste e storiciste tipiche dell'architettura di Marcello Piacentini, il cui studio Angiolo frequentò per oltre un anno a partire dal 1920, ponendosi a capo di un gruppo di giovani architetti e chiedendo l'introduzione di un loro rappresentante nella Commissione esecutiva dell'Esposizione di Belle Arti tenuta a Roma dal novembre 1920 al marzo 1921.
Nello stesso periodo, a testimonianza di un legame rimasto vivo con la città natale, animò una "Società Autori e Cultori d'Architettura Bolognese" e collaborò occasionalmente al giornale della città, "il Resto del Carlino".

### L'attività professionale

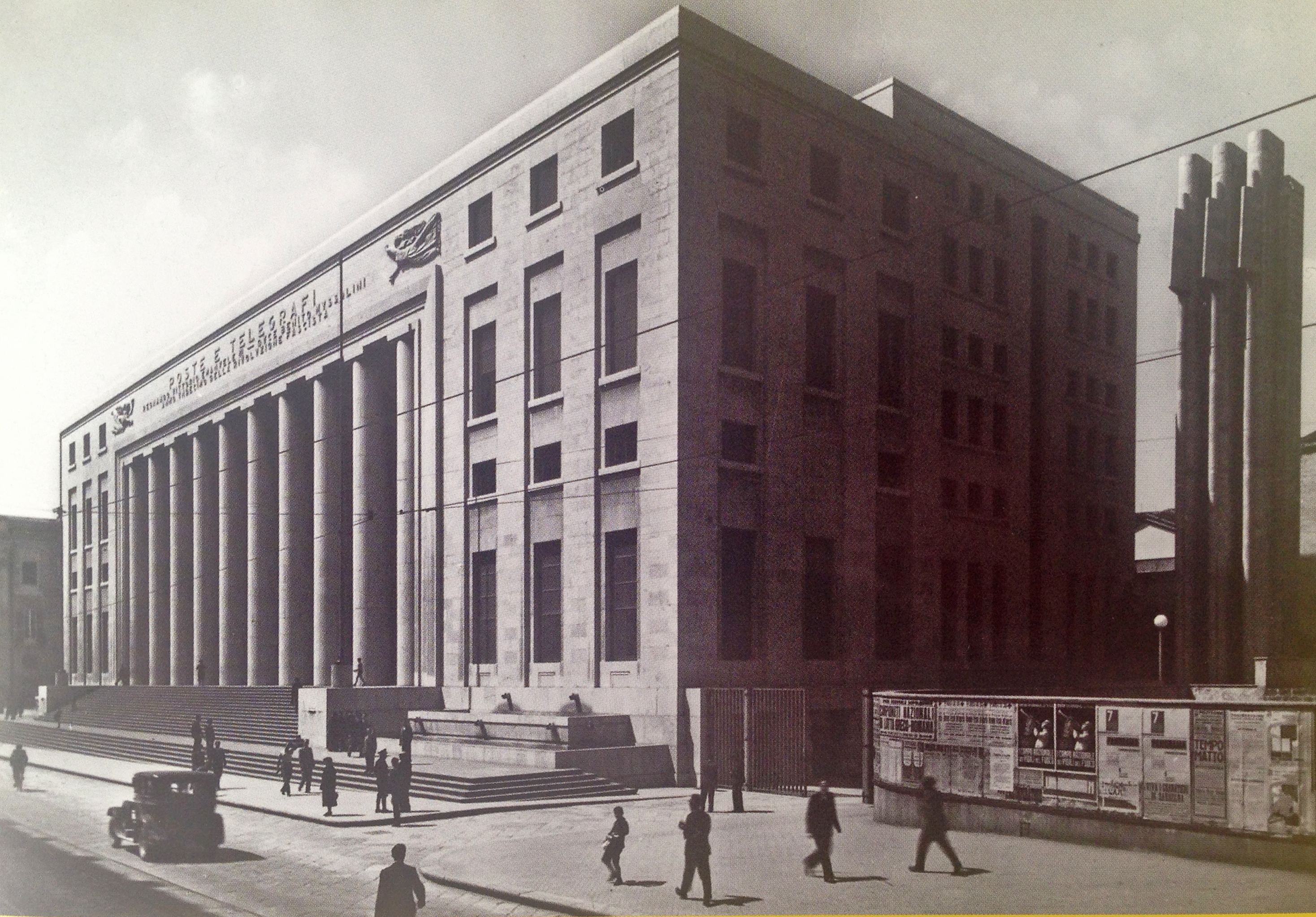
Palazzo delle poste di Palermo 1934

Nel 1921 fu assunto presso la Sezione Speciale Lavori delle Ferrovie a Milano, con la qualifica di "Ingegnere provvisorio". Nel novembre dello stesso anno fu trasferito a Bologna, in prova presso la locale Divisione Lavori delle FS. Questo trasferimento gli permise di frequentare con grande profitto l'Accademia di Belle Arti, mentre collaborava con il dirigente della Divisione Lavori, l'ingegner Coen, alla stesura di un progetto per la stazione ferroviaria di Borgo San Donnino e alla pianificazione e realizzazione di case popolari per i ferrovieri del Compartimento bolognese.
Nel 1922 ricevette da Giovannoni una lettera d'encomio per le ricerche in campo urbanistico che conduceva nell'ambito del suo corso di studi e, a partire da questi, pubblicò un breve saggio (che divenne poi lo scheletro della sua tesi di laurea) nel quale illustrava le proprie idee circa le operazioni di sventramento e restauro urbano a Bologna.
Sul finir dell'anno, terminata con successo la fase di lavoro in prova presso le FS, ottenne la nomina a Ispettore stabile e, nel 1923, partecipò ad un concorso per la realizzazione a Genova di un arco commemorativo per i caduti della prima guerra mondiale, conseguendo il secondo posto.

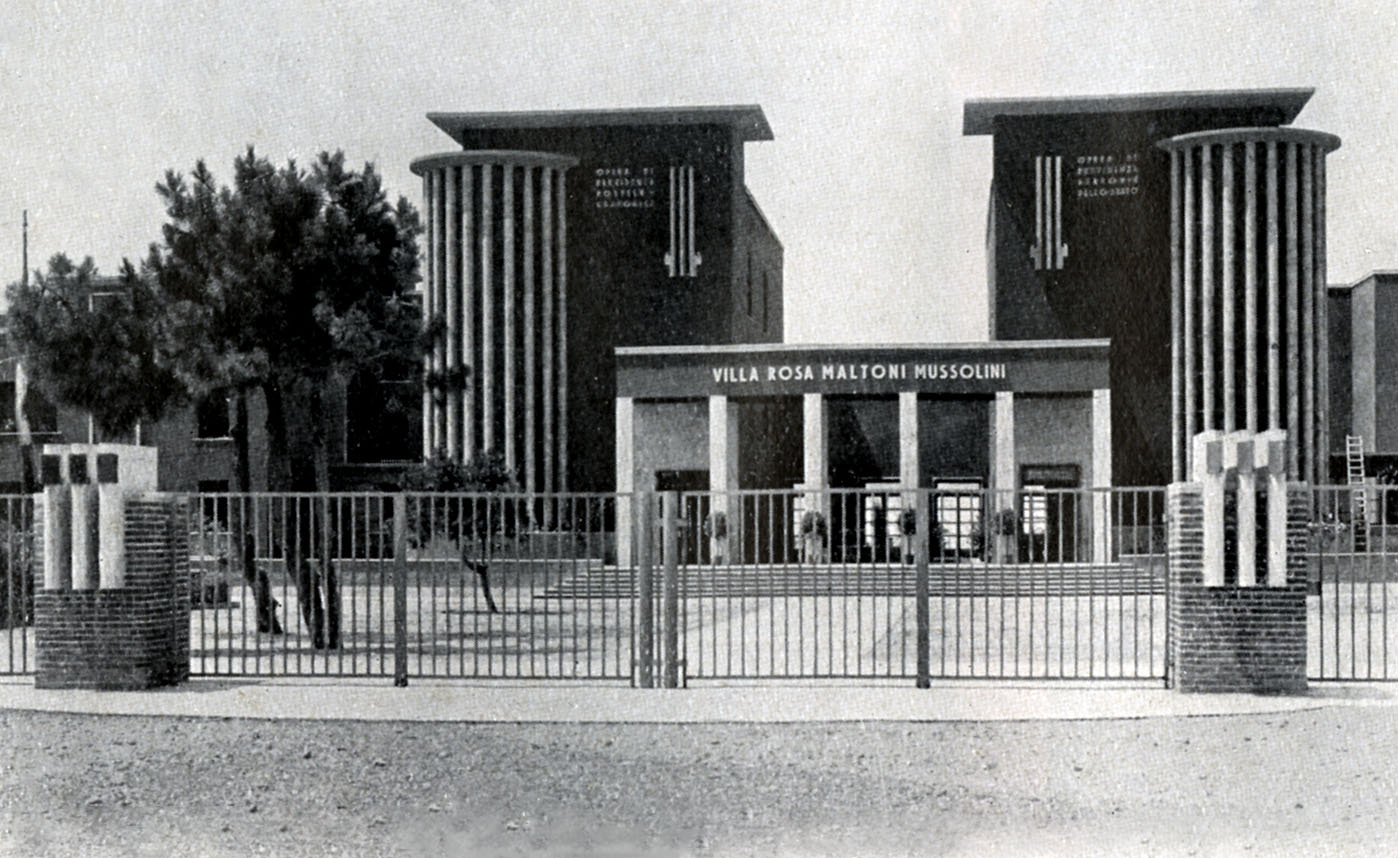
Villa Rosa Maltoni Mussolini in una foto del 1938

Nel marzo del 1924, anno nel quale Poste e Telegrafi e Ferrovie vennero poste alle dipendenze del nuovo Ministero delle comunicazioni, fu trasferito a Roma, presso il Servizio Lavori e Costruzioni ove avviò una stretta collaborazione (che nel Dopoguerra sfocerà in antagonismo) con il collega Roberto Narducci, anch'egli funzionario del Ministero e progettista di edifici postali e ferroviari.
Ottenuta poco dopo la promozione ad Ispettore di Prima classe, iniziò il proprio lavoro di architetto funzionario, che lo condusse a dare forma ed a realizzare (a partire dalla stazione di Brennero nel 1926, e sino al 1943) ad una lunga serie di significativi edifici pubblici, ferroviari e postali siti in tutto il territorio italiano.
Nel gennaio del 1926 si iscrisse al Partito Nazionale Fascista, ottenendo poco dopo la promozione ad Ispettore Principale e, il 24 maggio, fu insignito dell'onorificenza di Cavaliere della Corona d'Italia.

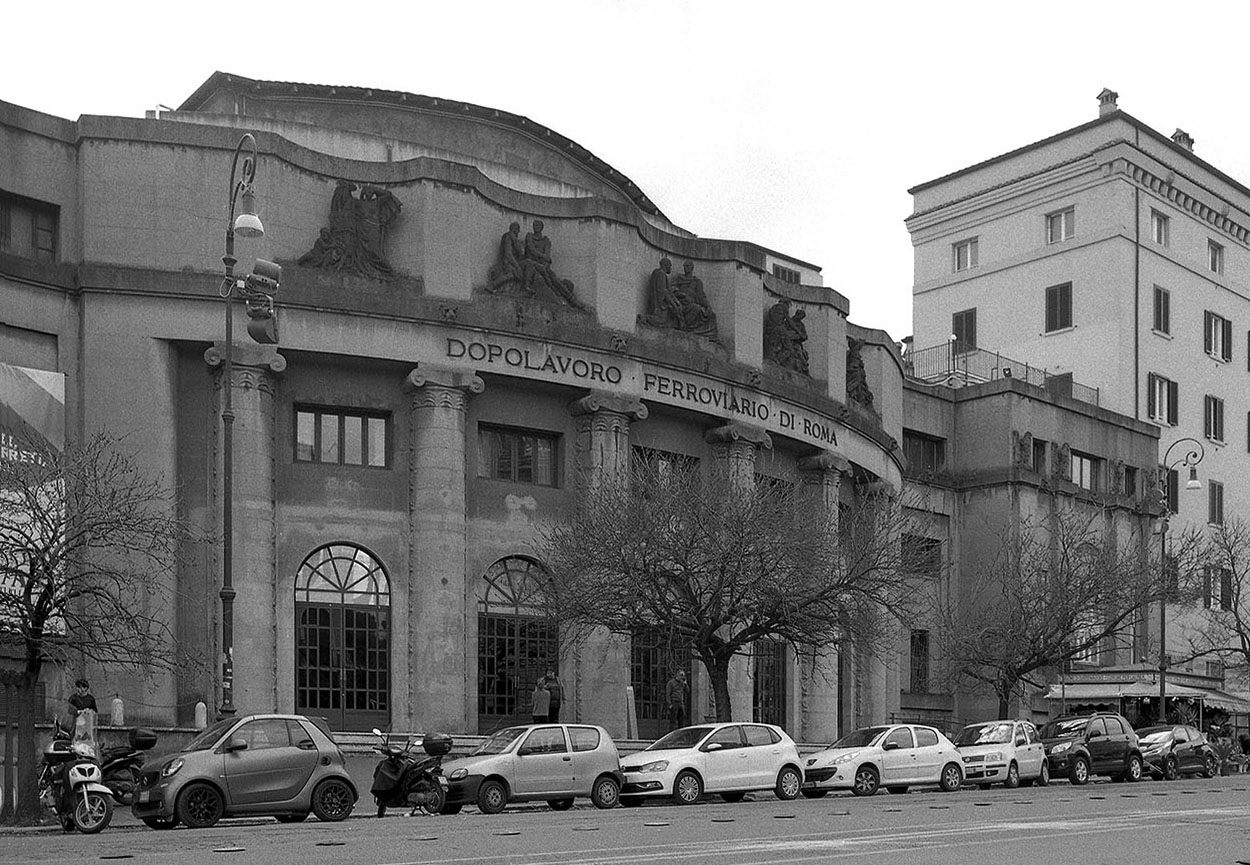
Dopolavoro Ferrovieri a via Bari Roma

Con Piacentini, sempre nel 1926, partecipò al concorso per il Palazzo della Società delle Nazioni di Ginevra, classificandosi al terzo posto.
Tra il 1927 e il 1929, realizzò il significativo ed originale edificio della Centrale termica e cabina apparati presso la stazione ferroviaria di Firenze, felice esito di una ricerca progettuale che, ponendo in rapporto dialettico novecentismo, monumentalismo e modernità, aveva già mosso i suoi passi con il Dopolavoro ferroviario di Roma, un maestoso edificio in cui vennero sperimentate nuove tecnologie innovative, come ad esempio l'armatura in cemento armato. Il compendio ospitava oltre al Dopolavoro Ferroviario, un albergo, un teatro (Teatro Italia, oggi Teatro Brancaccio, 1925), la Colonia Rosa Maltoni Mussolini vicino a Pisa (1925-26), il Palazzo postale di Nuoro (1928) e la Stazione di Bolzano (1927-28).

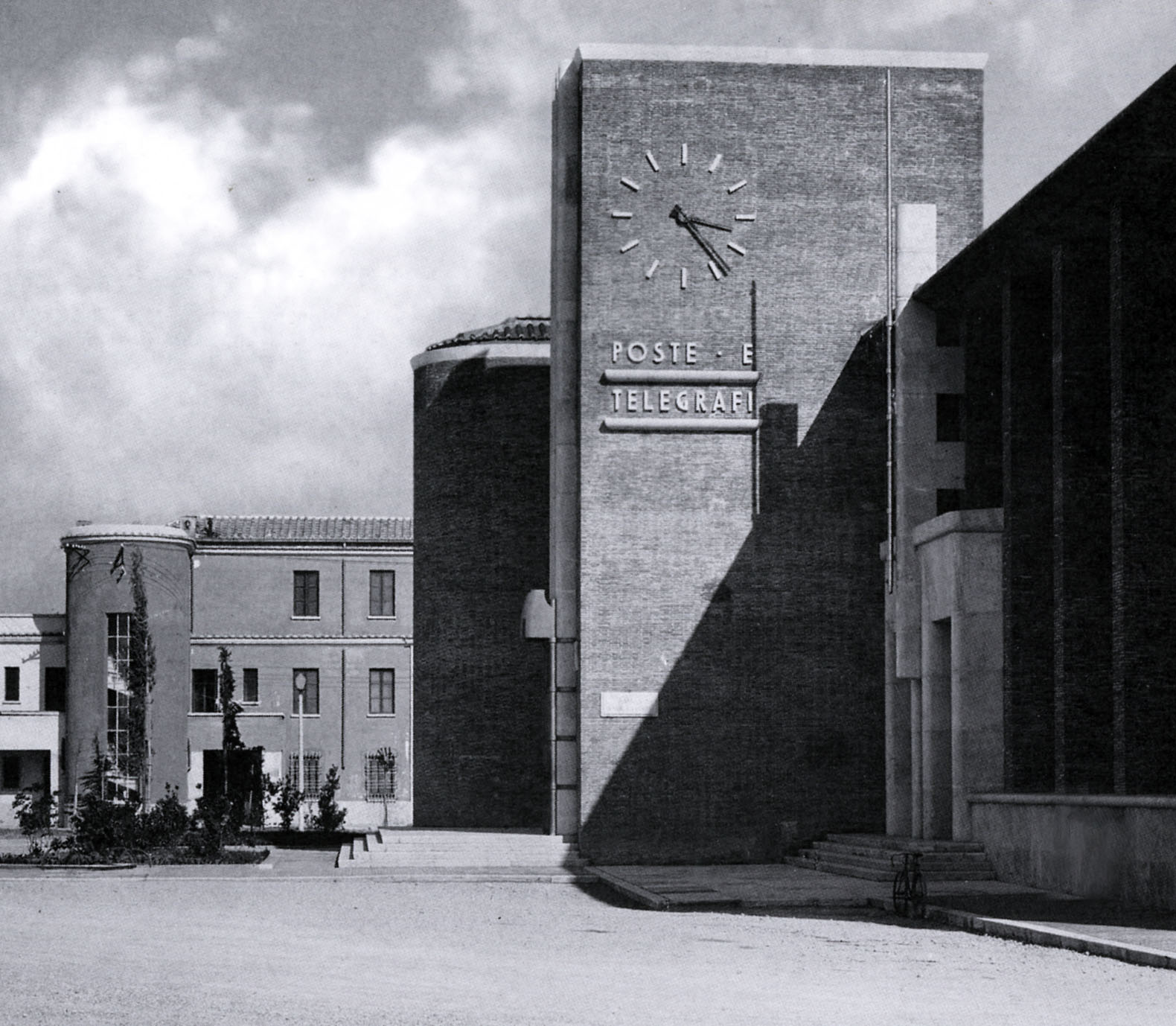
Il Palazzo delle Poste di Latina 1934

Nel 1927 Mazzoni pubblicò un esteso saggio monografico sul numero di gennaio-febbraio della rivista "Architettura e Arti Decorative" nel quale delineava una serie di linee guida per la progettazione di nuovi edifici ferroviari, focalizzando la propria attenzione sulle necessità di un rinnovamento funzionale che fosse espresso in modo tale da dare vita a complessi di edifici improntati ad una concezione architettonica unitaria ed armonica, capace di rapportarsi alla natura circostante. In tale saggio Mazzoni faceva riferimento come a modelli agli edifici ferroviari di Stoccarda e di Helsinki, caratterizzati com'erano dal ricorso ad ampie superfici trasparenti vetrate a scandire le partizioni verticali, un elemento evocativo della monumentalità dell'architettura industriale di grande interesse e richiamo, all'epoca, per quanti erano interessati all'affermazione del movimento moderno in architettura.
Nel 1932 partecipò al concorso, indetto il 20 agosto, per la Stazione ferroviaria di Firenze Santa Maria Novella, arrivando secondo classificato dopo il gruppo vincitore, guidato da Giovanni Michelucci.

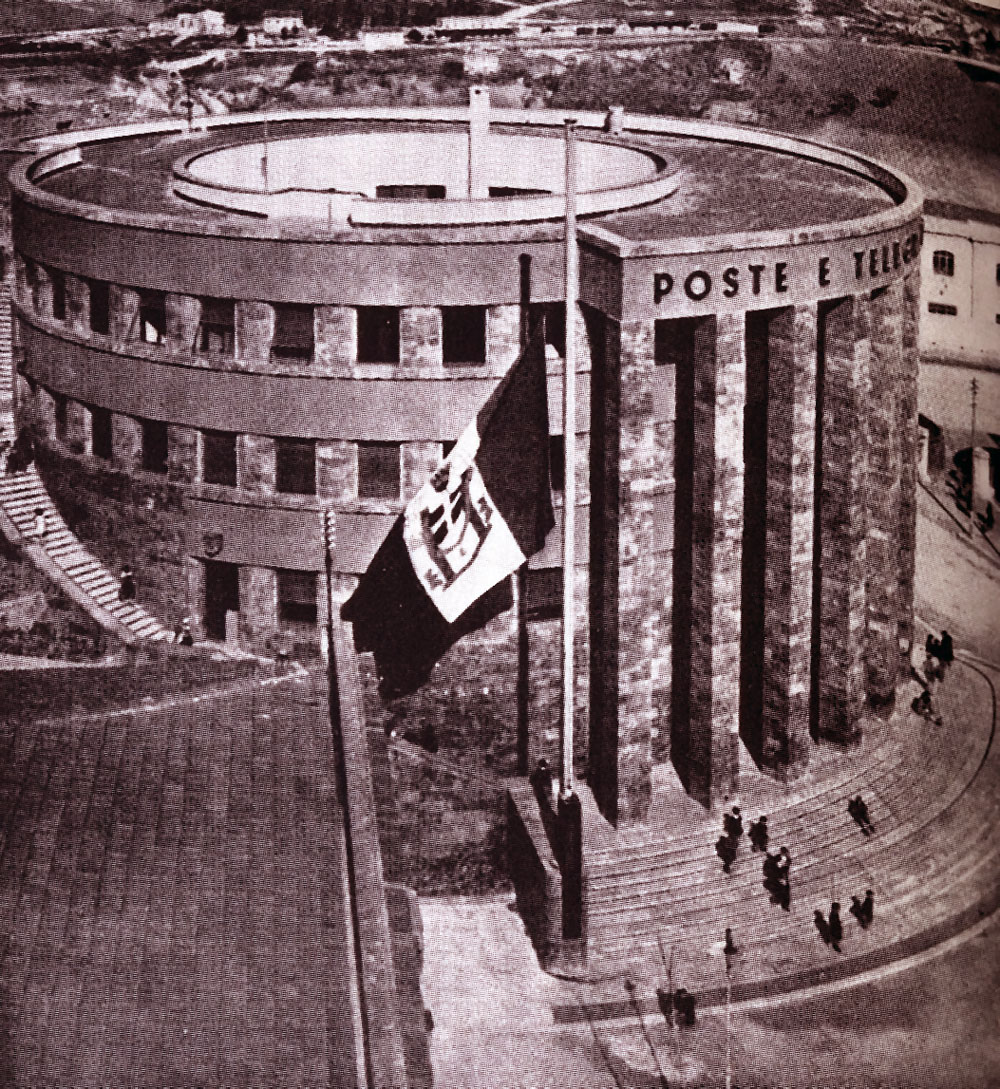
Palazzo delle Poste (Agrigento) 1936

In occasione dell'inaugurazione di Littoria, nel mese di dicembre, incontrò Tommaso Marinetti, il quale il giorno 19 successivo cantò le lodi dell'architettura mazzoniana a Littoria (accostando idealmente la poetica dell'architetto a quella di Antonio Sant'Elia) in un articolo pubblicato sulla "Gazzetta del Popolo" intitolato "Ritmo eroico".
L'incontro con Marinetti si rivelò decisivo nel percorso dell'architetto: il 14 maggio 1933 Mazzoni aderì ufficialmente al Futurismo, producendo in seno ad esso, il 27 gennaio 1934, il Manifesto Futurista dell'Architettura Aerea, pubblicato sulla "Gazzetta del Popolo". Nello stesso periodo entrò a far parte della direzione della rivista di critica architettonica "Futurismo-Sant'Elia".
Gli esiti dell'impegno futurista sono sensibili anche nella sua opera, come testimoniato dalla Colonia Rosa Maltoni Mussolini di Calambrone (Pisa), progettata tra il 1925 ed il 1926 e considerata dalla critica una delle più significative applicazioni dei concetti architettonici del futurismo, intrisi però di riferimenti metafisici per la presenza in particolare di una torre-serbatoio percorsa sull'esterno da una sinuosa scala elicoidale.

Nel 1933 completa alla Spezia il Palazzo delle Poste che ospita un pregevole mosaico futurista di Fillia e Prampolini.

La stazione di Siena 1936

Tra il 1935 e il 1937 lavora ad un progetto per la stazione ferroviaria di Verona che fu classificato quarto al concorso d'idee.
Il 1º maggio 1938 fu nominato Capo dell'Ufficio "V bis", destinato a coordinare la progettazione e la realizzazione di infrastrutture ferroviarie di primaria importanza, come le stazioni di Trento, Venezia Santa Lucia, Villa San Giovanni, Messina e Reggio Calabria Centrale.
Nel settembre del 1938 il Direttore Generale delle Ferrovie gli conferì l'incarico di sviluppare un progetto urbanistico e funzionale per il trasporto integrato su gomma e rotaia nella capitale.
Il 2 febbraio 1941 fu incluso nel Comitato di Redazione della rivista "Opere Pubbliche", una rassegna dedicata allo sviluppo delle grandi infrastrutture.
Nel corso 1942 entrò in contatto diretto con diversi colleghi il cui ruolo fu centrale nella cultura architettonica del periodo, tra i quali Adalberto Libera, Giovanni Muzio e Giuseppe Terragni (con il quale, assieme a Roberto Narducci, seguì il progetto e la realizzazione di una costruzione provvisoria per l'E42),
L'esperienza acquisita operando presso l'E42 gli valse nel 1943 l'ultimo incarico pubblico di rilievo pochi mesi prima che la sconfitta nella seconda guerra mondiale e la caduta del regime fascista ponessero bruscamente fine alla sua brillante carriera professionale in Italia: il nuovo Ministro delle Comunicazioni, Vittorio Cini, gli affidò il compito di ridefinire il progetto della nuova stazione ferroviaria di Venezia alla luce dell'estetica sviluppata per le nuove costruzioni del quartiere espositivo romano (la stazione della città lagunare sarà realizzata nel Dopoguerra su progetto di altro architetto).

### La stazione Termini
L'incarico più importante che gli fu attribuito è quello per la nuova Stazione Termini di Roma (un plastico monumentale della quale, redatto sulla base del progetto definitivo del 1938, fu presentato all'Esposizione Mondiale di New York del 1939). La realizzazione della nuova stazione fu interrotta nel 1943 a causa degli eventi bellici, quando erano ormai a buon punto gli impianti tecnici, le pensiline, e le due ali laterali con l'eccezione del Padiglione reale in via Marsala. Caduto il fascismo, Mazzoni si affrettò a rielaborare il progetto, eliminando tutti gli orpelli previsti e proponendo, in luogo del grandioso porticato previsto dalla versione del 1938, una facciata assolutamente scabra. 

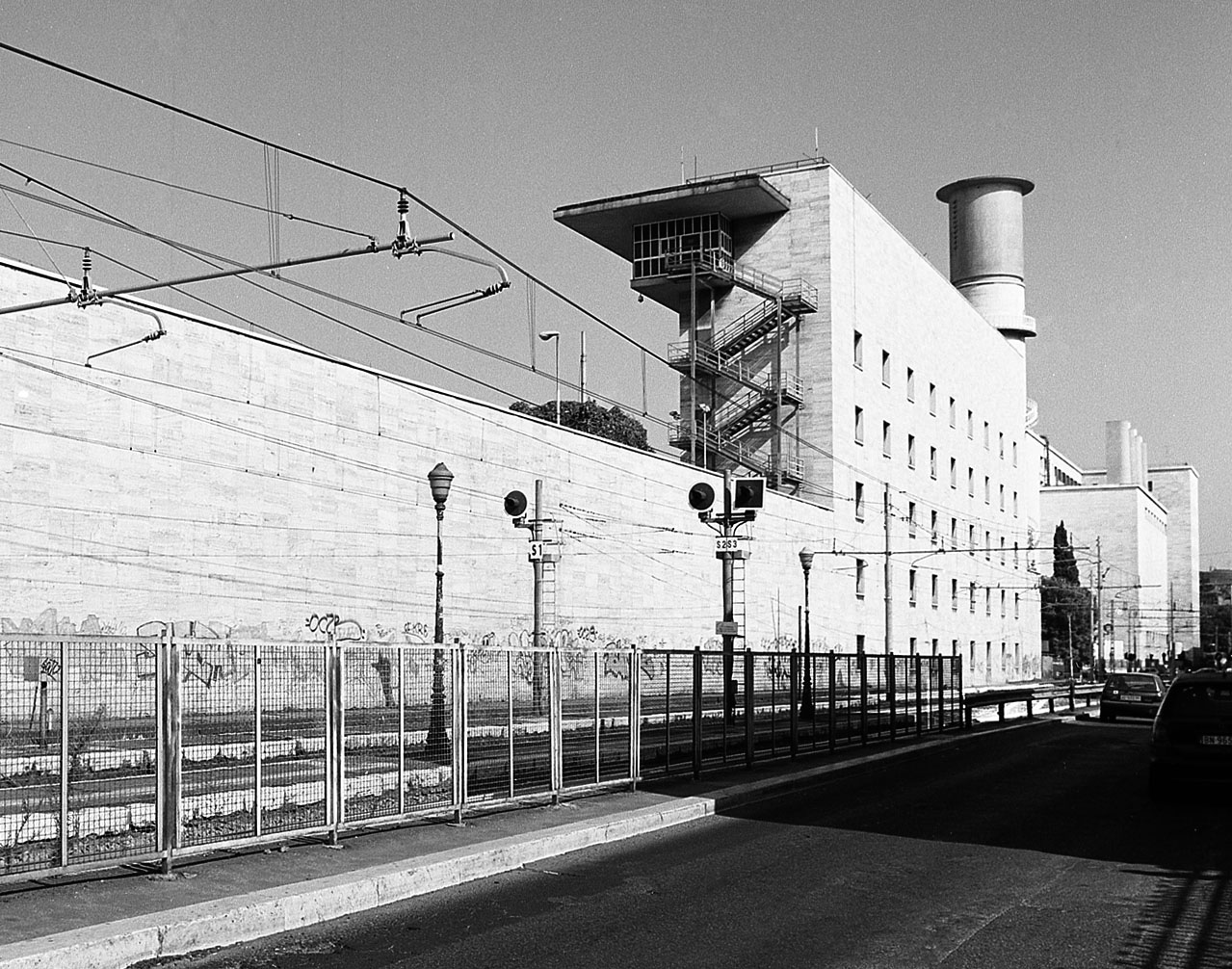
La stazione Termini lato via Giolitti (1939)

Tuttavia, nel Dopoguerra il ministero dei trasporti optò per una revisione totale dell'intervento, affidando ad altri progettisti il completamento dell'opera. La stazione fu ultimata nel 1950 secondo una concezione del tutto antitetica a quella risultante dal progetto Mazzoni: ad esempio, l'atrio-biglietteria e il bar-ristorante, che dovevano essere ospitati nel fabbricato lungo l'attuale via Giolitti, furono allocati nel corpo di fabbrica eretto in piazza dei Cinquecento caratterizzato dall'ardita pensilina. Edificio, questo, che fu progettato da Eugenio Montuori, Leo Calini e dal gruppo guidato da Annibale Vitellozzi, risultati vincitori ex aequo del concorso bandito nel 1947. Non saranno mai attuate, infine, le previsioni urbanistiche del 1938, che prevedevano la risistemazione di piazza dei Cinquecento e l'arretramento della spina di edifici che fronteggiano via Giolitti e via Marsala con l'apertura di una nuova piazza.
Le ali laterali della stazione Termini che, con l'eccezione dell'ex Padiglione reale, sono state realizzate secondo il disegno mazzoniano, sono aperte da una lunghissima teoria di archi che riprendono il tema dell'acquedotto romano. Due torri-serbatoio, realizzate su modello di quelle della colonia di Calambrone, segnano, come due propilei, l'accesso alla stazione. Nel 2000, in occasione del restyling della stazione, è stata rimessa a nuovo la grande sala sul lato di via Giolitti caratterizzata da un'enorme cappa marmorea, che secondo il piano originale del progetto Mazzoni avrebbe dovuto ospitare il bar-ristorante.

### L'epurazione, l'esilio colombiano, il rientro in Italia
Nel 1945 Giovanni di Raimondo denunciò Mazzoni alla Commissione d'Epurazione presso la Direzione Generale delle FS, ciò che portò alla sua sospensione dal servizio il 12 settembre.
Il successivo 27 maggio 1946 Mazzoni fu interamente prosciolto e sporse denuncia verso undici suoi accusatori per falsa testimonianza e calunnia ai suoi danni alla Procura del Regno di Roma.
Nel 1947 gli fu offerta una cattedra presso l'Università Nazionale de Colombia a Bogotà per l'insegnamento della Storia dell'Architettura ed Urbanistica. Mazzoni, la cui posizione in patria appariva indebolita a causa delle compromissioni con il fascismo, accettò l'offerta e già il 15 marzo 1948 assunse il ruolo di professore in Colombia, firmando altresì un contratto di consulenza per la costruzione della locale linea ferroviaria Ibagué-Armenia.
Nel 1951 chiese alla Direzione delle Ferrovie dello Stato di essere posto a riposo al compimento dei trent'anni dalla sua entrata in servizio e frattanto assunse l'incarico di dirigente dell'Ufficio Architettura dell'Impresa Nazionale delle Telecomunicazioni della Colombia.
Due anni, dopo, nell'aprile del 1953 gli fu affidata per contratto (e per una durata di quattro anni) la direzione del Ministero delle Opere Pubbliche dedicata ai monumenti nazionali del Paese sudamericano, dalla quale tuttavia si dimise già il 31 luglio successivo.
Continuò quindi ad operare come libero professionista in Colombia, ove nel 1958 tenne a Bogotá una conferenza sul tema "Verona, romana, feudale e rinascimentale".
Ad inizio 1963 fu organizzata presso il Museo Nazionale della capitale colombiana una mostra dedicata alle opere di Mazzoni e dello scultore G. Corsini, "Dos Artistas Italianos en Colombia" (Due artisti italiani in Colombia).
Avendo maturata nel frattempo la decisione di tornare stabilmente nel proprio Paese, ricevette dal direttore del quotidiano colombiano "El Tiempo" l'incarico di corrispondente dall'Italia, poco prima del suo rientro a Roma, il 28 maggio, ove si stabilì.
Abbandonata la professione, condusse una vita ritirata, mantenendo tuttavia viva una fitta rete di rapporti epistolari con personalità colombiane ed esponenti della cultura architettonica in Italia. Morì a Roma il 28 settembre 1979.
L'archivio dell'architetto è conservato all'Archivio del '900 del MART di Rovereto.

## Opere

### Progetti realizzati

#### Edifici ferroviari[6]

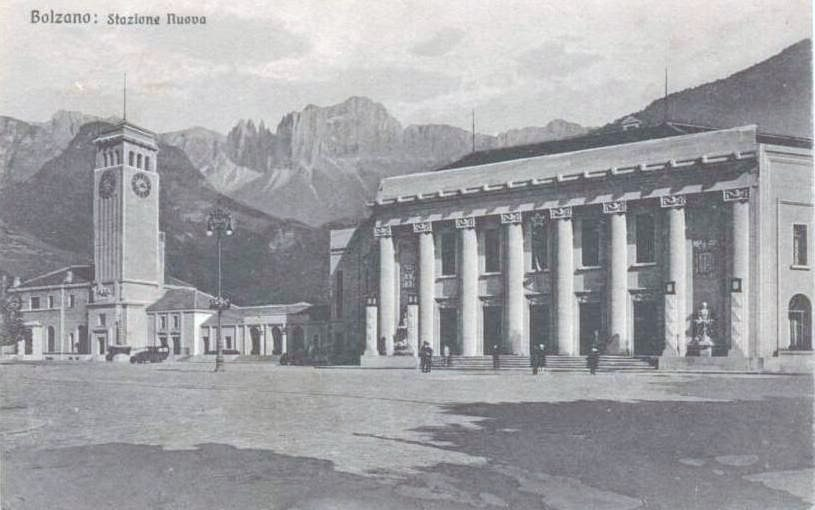
Stazione di Bolzano (1929)

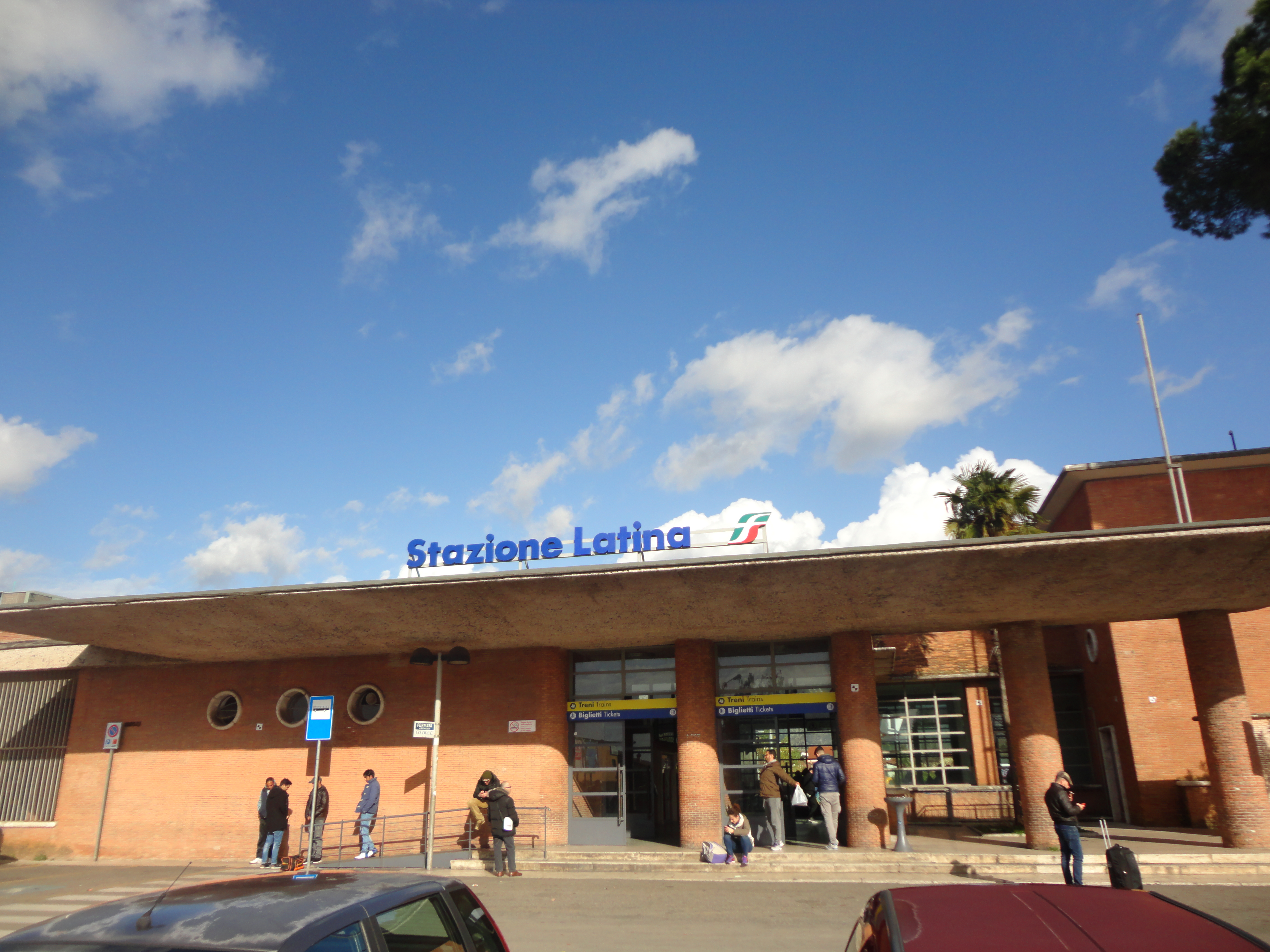
Stazione di Littoria (1934)

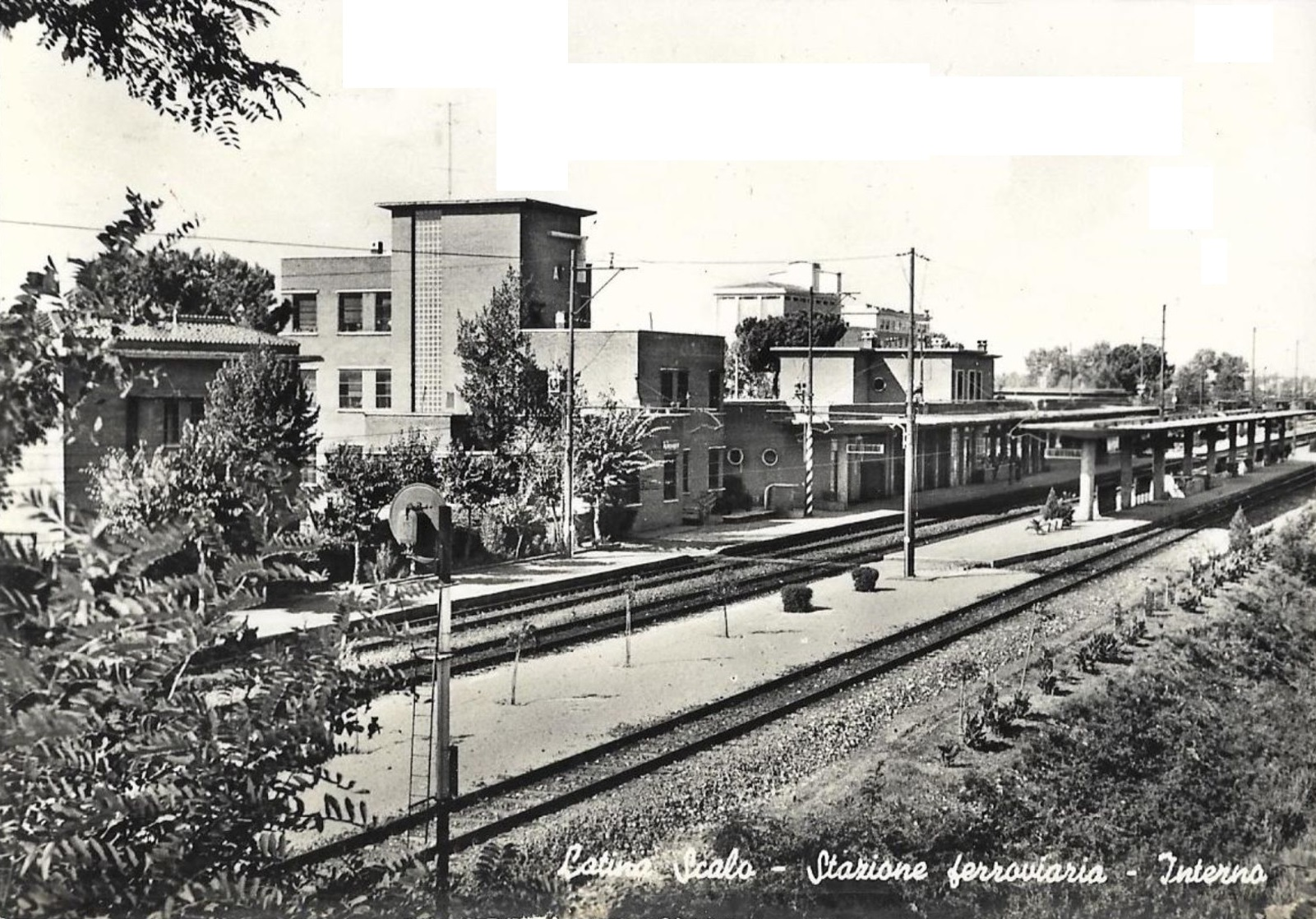
Stazione di Littoria (1934)

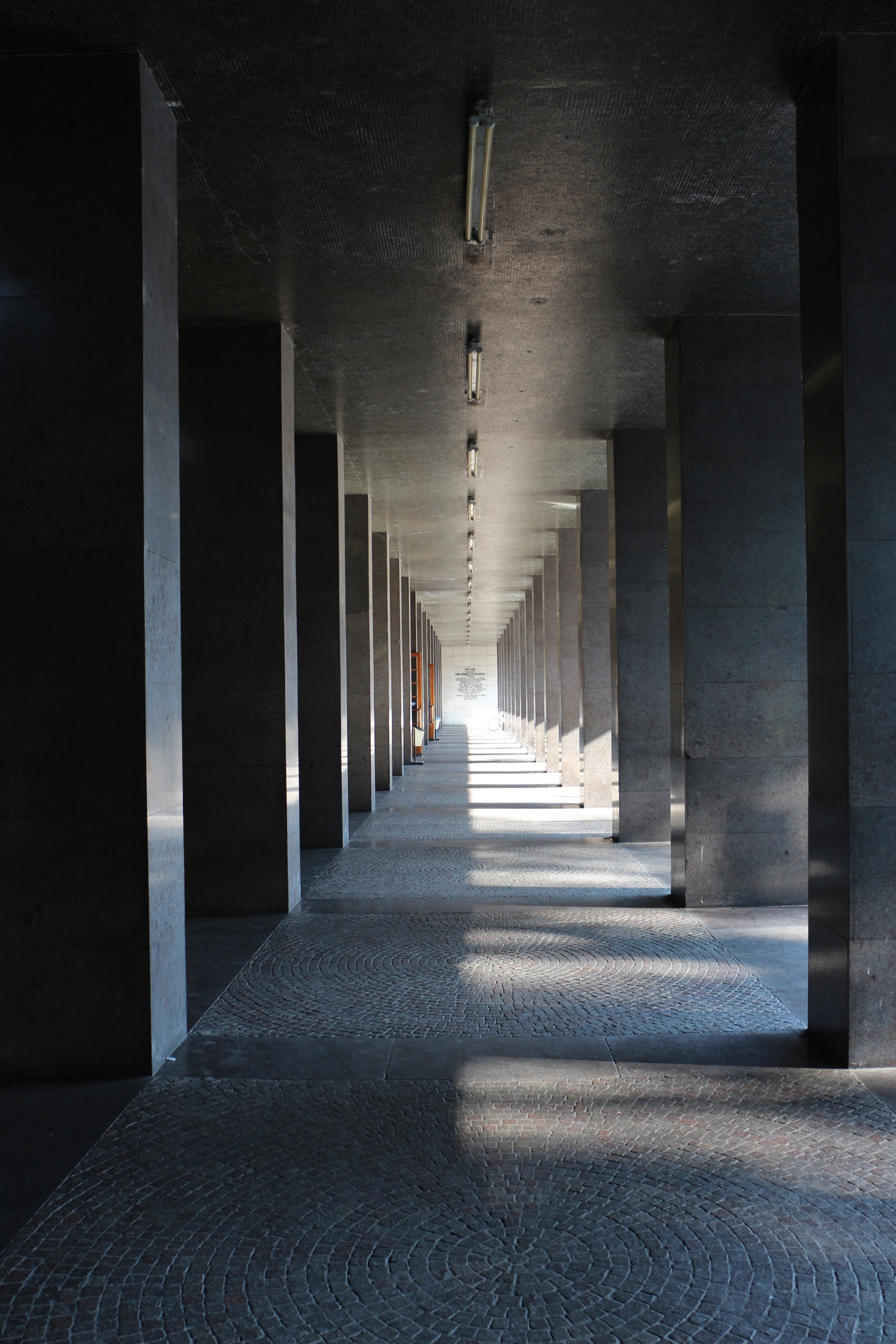
Stazione di Trento (1936)

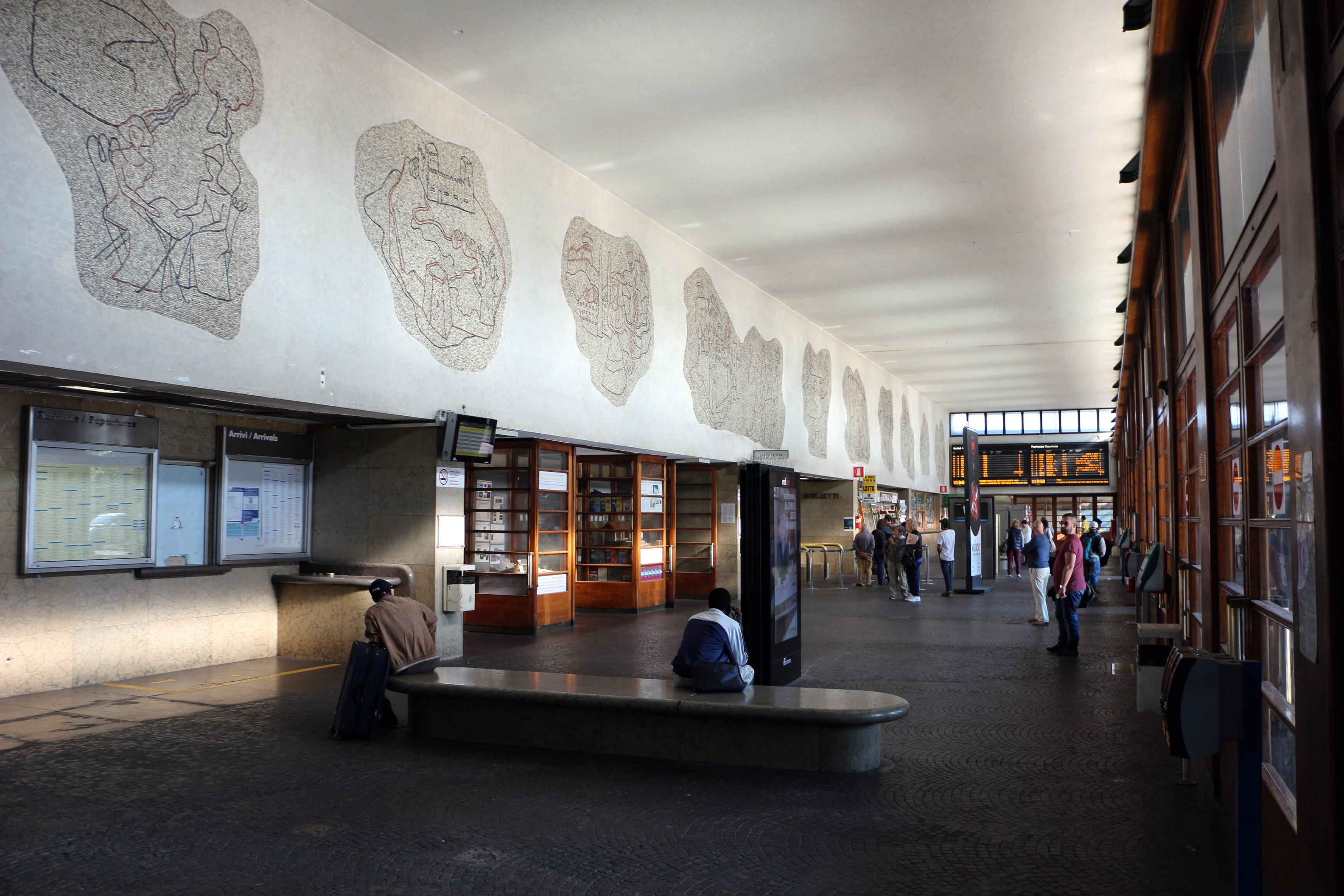
Stazione di Trento (1936)

- Dopolavoro Ferroviario in Via Bari a Roma (in collaborazione con Efisio Vodret) (1925)
- Centrale termica e cabina apparati centrali di Firenze (1927-1929)
- Stazione di Bolzano (1927-1929)
- Case dei ferrovieri lungo le linee altoatesine (1929)
- Stazione di Littoria (ora Latina) (1929-1934)
- Stazione di Reggio Emilia (1934)
- Stazione di Trento (1934-1936)
- Stazione di Siena (1936)
- Stazione di Reggio Calabria Centrale (1937-1938)
- Stazione di Montecatini Terme-Monsummano (1937)
- Stazione ferroviaria Centrale e la Stazione marittima di Messina (1939-1940)
- Stazione di Roma Tiburtina (1937)
- Scalo Merci e dogana a Roma San Lorenzo (1943)

#### Edifici postali
- Edificio postale di Como (1925)
- Edificio postale di Nuoro (1927)

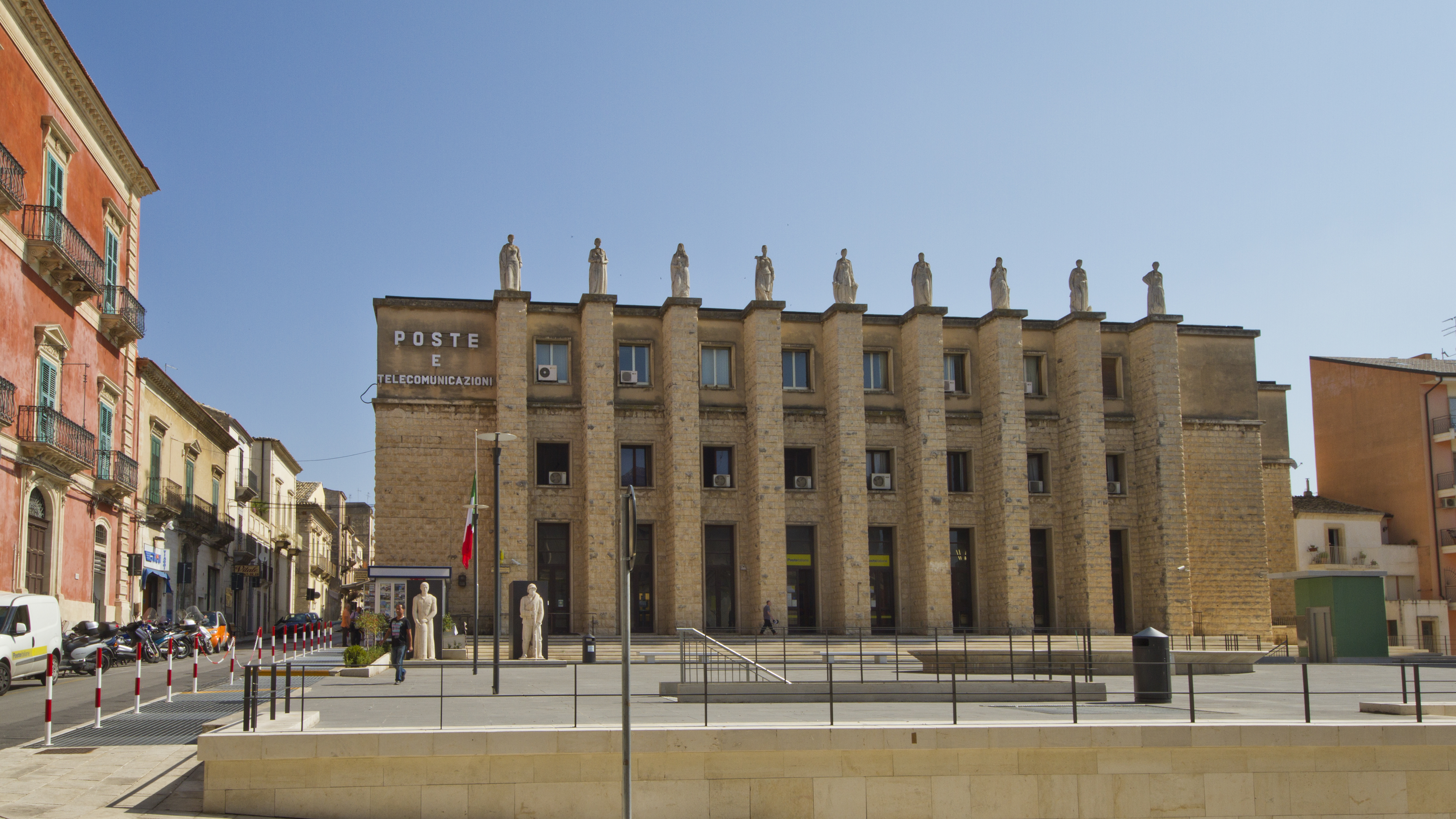
Edificio postale di Ragusa (1929)

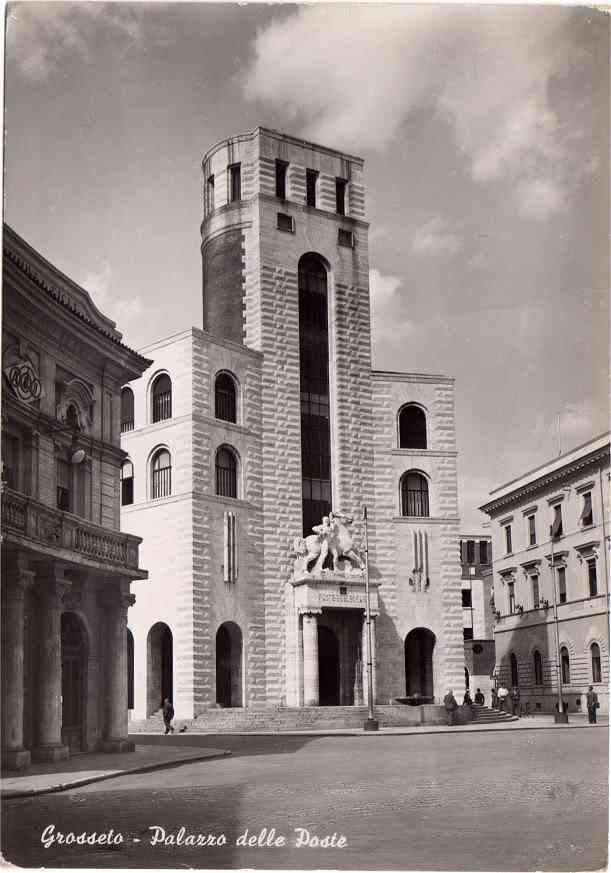
Edificio postale di Grosseto (1930)

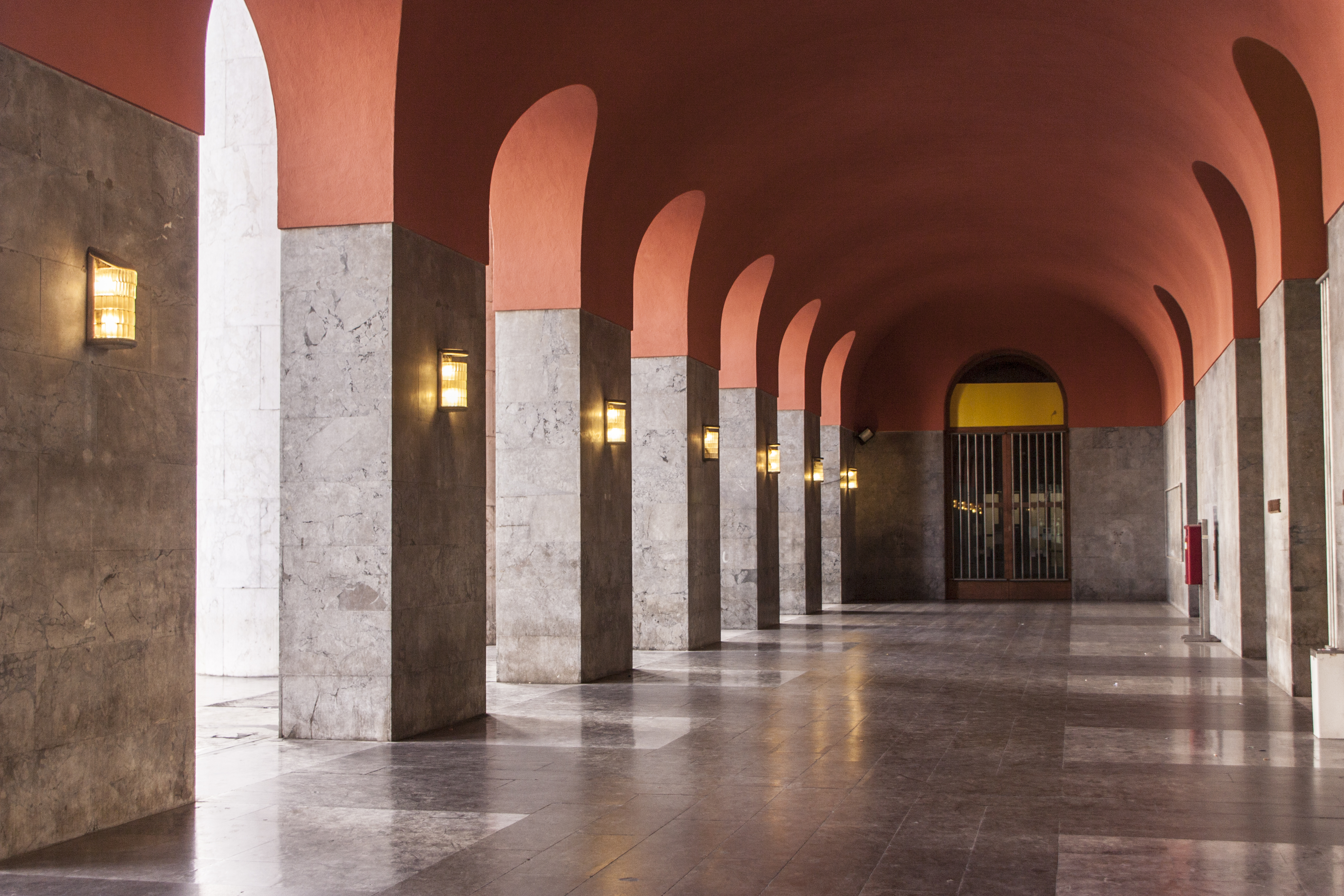
Edificio postale di Palermo (1931)

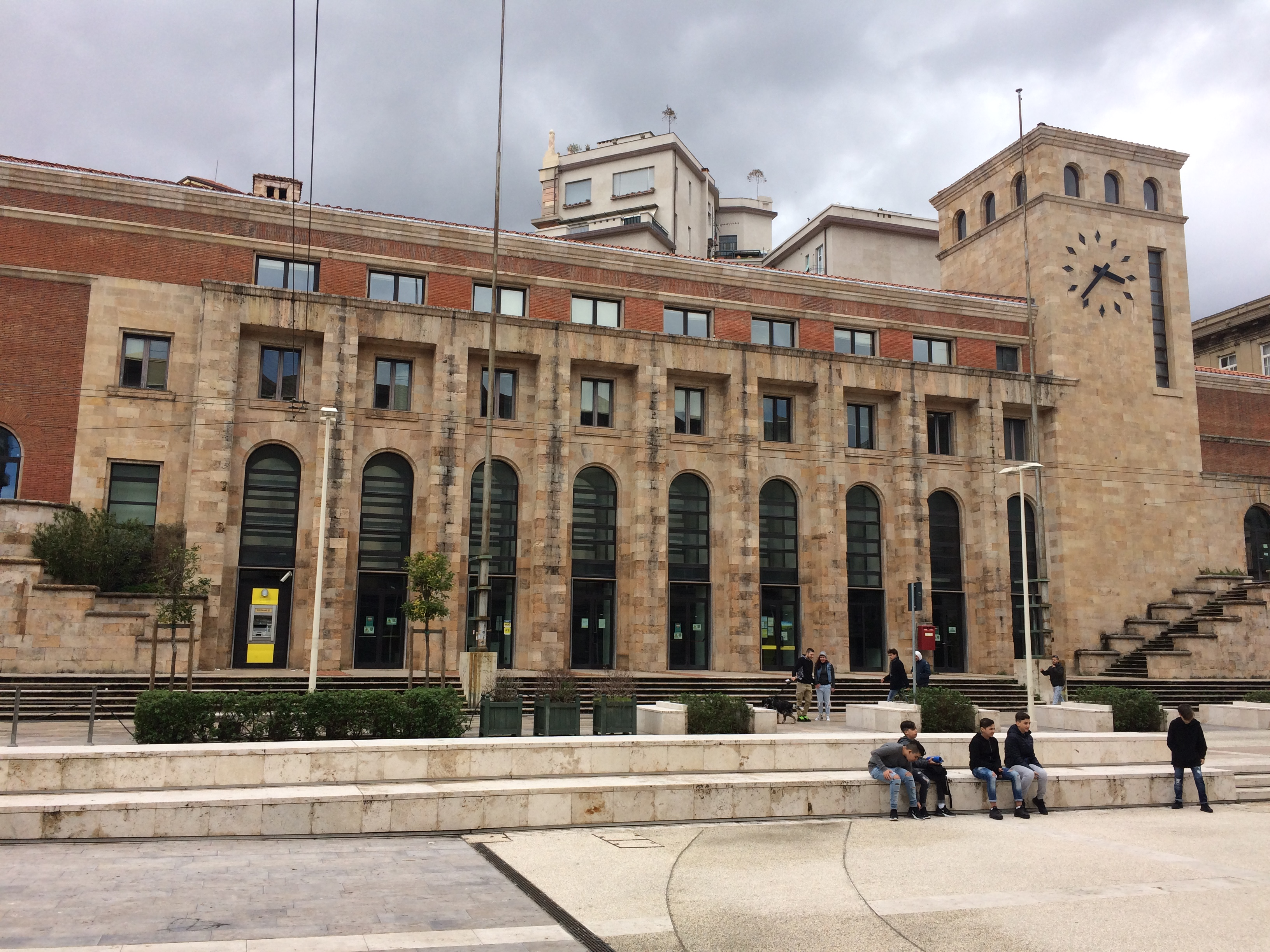
Edificio postale della Spezia (1933)

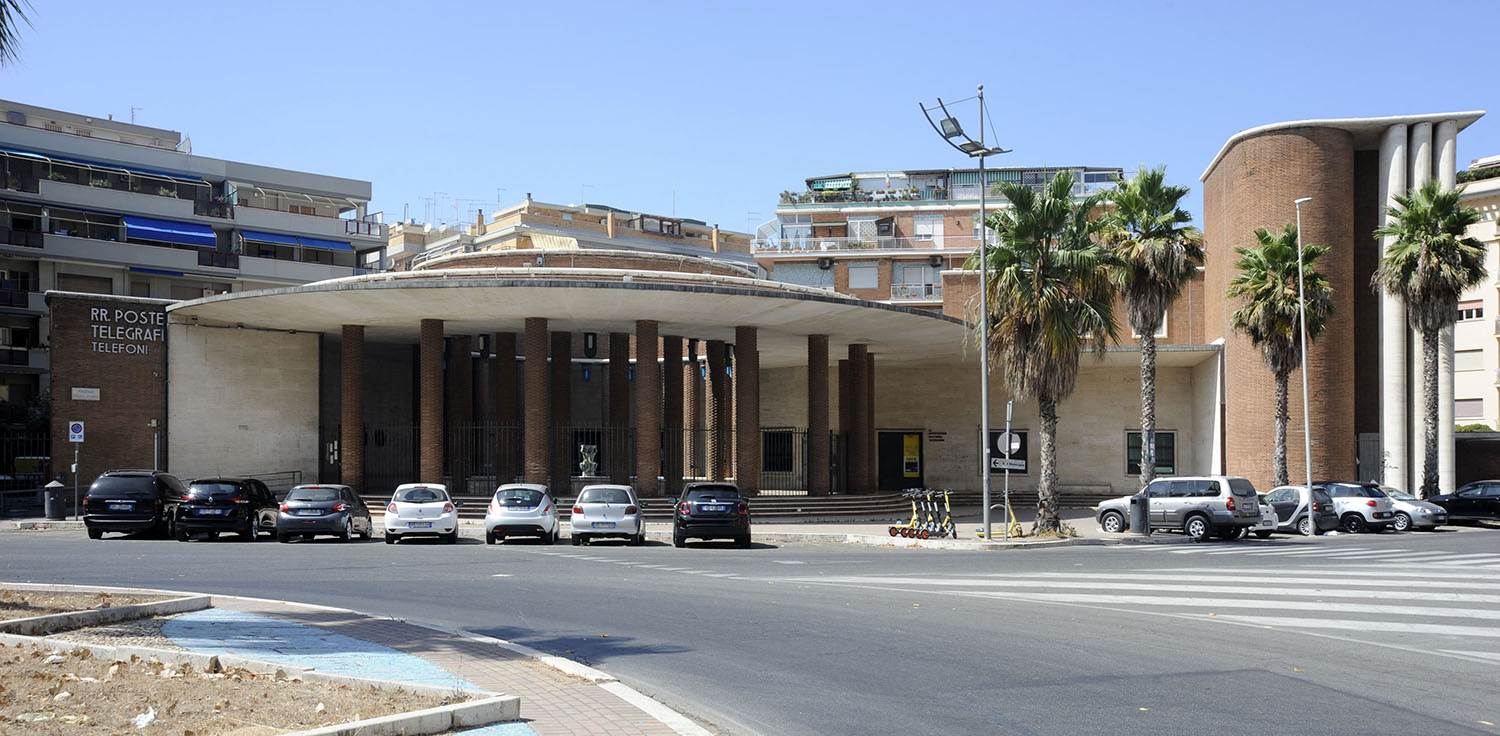
Edificio postale di Roma Ostia (1934)

- Edificio postale di Ragusa (1927-1929)
- Edificio postale di Ferrara (1929)
- Direzione Generale delle Poste e Telegrafi di Trento (1929-1934)
- Edificio postale di Grosseto (1930)
- Edificio postale di Massa (1931)
- Edificio postale di Bergamo (1931)
- Edificio postale di Palermo (1931)
- Edificio postale di Benevento (1931)
- Edificio postale di Gorizia (1932)
- Edificio postale della Spezia (1933)
- Edificio postale di Sabaudia (1932-1934)
- Edificio postale di Littoria (1932-1934)
- Edificio postale di Pola (1932-1935)
- Edificio postale di Agrigento (1932)
- Edificio postale di Pistoia (1932-1933)
- Edificio postale di Varese (1933)
- Edificio postale di Roma Ostia (1934)
- Edificio postale dell'Abetone (1937)[7]
- Edificio postale di Ragusa (1938)

#### Altri edifici
- Colonia Rosa Maltoni Mussolini a Calambrone (Pisa) (1925-1926)
- Convitto Ex IPost di via Carlo Spinola  (Roma) (1936)
- Casa del Fascio Enea Guarneri a Passirano (Brescia) (1929)[8]
- Chiesa di San Giovanni, San Giovanni al Timavo
- Villino Falcone "Il Castagno" a Grottaferrata (Roma) (1935)
- Residenza del Generale Roa (Colombia) (1957)
- Residenza della signora Mariela Lòpez Gomez (in Colombia, in collaborazione con J. M. Gomez Meja) (1957-1958)

#### Urbanistica
- Progetto per la Piazza degli Eroi in Bogotà (1950)

### Progetti realizzati parzialmente o non realizzati
- Concorso per la realizzazione a Genova di un arco commemorativo per i caduti della prima guerra mondiale (secondo posto, 1923)
- Stazione ferroviaria di Roma Termini (progetto solo parzialmente realizzato a seguito degli eventi bellici e politici, tra il 1939 e il 1943; modificato e completato nel dopoguerra su disegno di Eugenio Montuori e Annibale Vitellozzi)
- Stazione ferroviaria di Firenze Santa Maria Novella (concorso, poi vinto dal Gruppo Toscano guidato da Giovanni Michelucci, 1932); a Mazzoni spettano la Centrale termica e cabina apparati centrali
- Palazzo della Società delle Nazioni di Ginevra (terzo posto al concorso per la realizzazione dell'edificio, in collaborazione con Marcello Piacentini e Gaetano Rapisardi, 1926)
- Stazione di Trieste Centrale (progetto non realizzato, 1936-1937)
- Stazione di Milano Porta Volta (progetto non realizzato, 1937)
- Sistemazioni urbanistiche per la città di Bogotà (Colombia) (progetti non realizzati, 1948-1953)
- Stazione Centrale di Bogotá (progetto non realizzato, 1948-1951)

## Onorificenze
- Cavaliere della Corona d'Italia (24 maggio 1926).
- Ufficiale della Corona d'Italia (27 ottobre 1930).
- Commendatore della Corona d'Italia (27 gennaio 1932).
- Cavaliere dell'Ordine dei Santi Maurizio e Lazzaro (4 giugno 1932).